# Словакия на зимних Олимпийских играх 2018
Словакия на зимних Олимпийских играх 2018 года была представлена 56 спортсменами в 5 видах спорта. На церемонии открытия Игр право нести национальный флаг было доверено горнолыжнице Веронике Велес-Зузуловой.

## Медали
| Золото  |                    |                                         |            |
| №       | Спортсмены         | Вид спорта (дисциплина)                 | Дата       |
| 1       | Анастасия Кузьмина | Биатлон (масс-старт, женщины)           | 17 февраля |
| Серебро |                    |                                         |            |
| №       | Спортсмены         | Вид спорта (дисциплина)                 | Дата       |
| 1       | Анастасия Кузьмина | Биатлон (гонка преследования, женщины)  | 12 февраля |
| 2       | Анастасия Кузьмина | Биатлон (индивидуальная гонка, женщины) | 15 февраля |

## Состав сборной
Биатлон
1. Шимон Бартко
2. Томаш Гасилла
3. Матей Казар
4. Мартин Отченаш
5. Михал Шима
6. Анастасия Кузьмина
7. Алжбета Майдишова
8. Терезия Полякова
9. Ивона Фиалкова
10. Паулина Фиалкова

 Горнолыжный спорт
1. Адам Жампа
2. Андреас Жампа
3. Матей Фалат
4. Вероника Велес-Зузулова
5. Петра Вльгова
6. Барбора Канторова
7. Соня Моравчикова

 Лыжные гонки
1. Петер Млинар
2. Андрей Сегеч
3. Мирослав Шулек
4. Барбора Клементова
5. Алена Прохазкова

 Санный спорт
1. Йозеф Нинис
2. Марек Солчанский
3. Карол Стухлак
4. Якуб Шимоняк
5. Катарина Шимонакова

 Сноуборд
1. Клаудия Медлова

 Фигурное катание
1. Лукаш Цолли
2. Луция Мысливечкова
3. Николь Райичова

 Хоккей
1. Мартин Бакош
2. Иван Баранка
3. Милош Бубела
4. Юрай Валах
5. Марцел Гашчак
6. Марек Говорка
7. Доминик Граняк
8. Марек Дялога
9. Бранислав Конрад
10. Михал Криштоф
11. Андрей Кудрна
12. Патрик Лампер
13. Ян Лацо
14. Томаш Марцинко
15. Юрай Микуш
16. Ладислав Надь
17. Петер Олвецки
18. Матей Паулович
19. Патрик Рыбар
20. Томаш Староста
21. Матуш Сукел
22. Томаш Суровы
23. Лукаш Цингел
24. Михал Чайковски
25. Петер Черешняк

## Результаты соревнований

### Биатлон
Большинство олимпийских лицензий на Игры 2018 года были распределены по результатам выступления стран в зачёт Кубка наций в рамках Кубка мира 2016/2017. По его результатам мужская сборная Словакии заняла 16-е место, благодаря чему заработала 5 олимпийских лицензий, а женская сборная, занявшая 17-е место также получила право заявить для участия в соревнованиях 5 спортсменок. При этом в одной дисциплине страна может выставить не более четырёх биатлонистов.
Мужчины
| Соревнование         | Спортсмены                                            | Стрельба                       | Время                     | Место        | Отставание        |
| -------------------- | ----------------------------------------------------- | ------------------------------ | ------------------------- | ------------ | ----------------- |
| спринт               | Матей Казар                                           | 0+1                            | 22:33,7                   | 22           | +54,9             |
| спринт               | Мартин Отченаш                                        | 0+4                            | 25:39,7                   | 52           | +2:00,9           |
| спринт               | Томаш Гасилла                                         | 1+2                            | 26:10,4                   | 70           | +2:31,6           |
| спринт               | Шимон Бартко                                          | 2+3                            | 26:18,4                   | 74           | +2:39,6           |
| гонка преследования  | Мартин Отченаш                                        | 0+0+3+0                        | 36:22,5                   | 27           | +3:30,8           |
| гонка преследования  | Матей Казар                                           | 1+2+1+1                        | 36:42,4                   | 31           | +3:50,7           |
| индивидуальная гонка | Матей Казар                                           | 0+1+1+0                        | 51:52,4                   | 34           | +3:48,6           |
| индивидуальная гонка | Мартин Отченаш                                        | 1+2+0+2                        | 57:16,0                   | 84           | +9:12,2           |
| индивидуальная гонка | Михал Шима                                            | 1+1+2+2                        | 57:52,3                   | 85           | +9:48,5           |
| индивидуальная гонка | Томаш Гасилла                                         | 3+1+3+2                        | 58:55,2                   | 86           | +10:51,4          |
| эстафета 4×7,5 км    | Шимон Бартко Томаш Гасилла Матей Казар Мартин Отченаш | 5+11 0+0 0+0 0+3 1+3 4+3 0+2 — | LAP 18:42,0 22:04,0 LAP — | 20 2 15 18 — | — +18,4 +3:11,4 — |

Женщины
| Соревнование         | Спортсмены                                                          | Стрельба                            | Время                                     | Место | Отставание                    |
| -------------------- | ------------------------------------------------------------------- | ----------------------------------- | ----------------------------------------- | ----- | ----------------------------- |
| спринт               | Паулина Фиалкова                                                    | 1+0                                 | 21:56,8                                   | 11    | +50,6                         |
| спринт               | Анастасия Кузьмина                                                  | 2+1                                 | 22:00,1                                   | 13    | +53,9                         |
| спринт               | Ивона Фиалкова                                                      | 2+3                                 | 24:48,6                                   | 74    | +3:42,4                       |
| спринт               | Терезия Полякова                                                    | 1+4                                 | 25:32,2                                   | 83    | +4:26,0                       |
| гонка преследования  | Анастасия Кузьмина                                                  | 0+1+2+1                             | 31:04,7                                   | 2     | +29,4                         |
| гонка преследования  | Паулина Фиалкова                                                    | 2+2+2+2                             | 34:33,6                                   | 38    | +3:58,3                       |
| индивидуальная гонка | Анастасия Кузьмина                                                  | 0+1+1+0                             | 41:31,9                                   | 2     | +24,7                         |
| индивидуальная гонка | Паулина Фиалкова                                                    | 1+0+0+0                             | 42:09,5                                   | 5     | +1:02,3                       |
| индивидуальная гонка | Ивона Фиалкова                                                      | 1+1+1+3                             | 48:04,4                                   | 64    | +6:57,2                       |
| индивидуальная гонка | Терезия Полякова                                                    | 1+4+3+2                             | 54:46,3                                   | 87    | +13:39,1                      |
| масс-старт           | Анастасия Кузьмина                                                  | 0+0+0+1                             | 35:23,0                                   | 1     | +0,0                          |
| масс-старт           | Паулина Фиалкова                                                    | 1+2+0+1                             | 37:52,6                                   | 21    | +2:29,6                       |
| эстафета 4×6 км      | Паулина Фиалкова Анастасия Кузьмина Терезия Полякова Ивона Фиалкова | 1+9 0+1 0+0 0+1 1+3 0+1 0+1 0+0 0+2 | 1:12:41,8 17:07,8 18:30,5 18:59,4 18:04,1 | 5 3 5 | +38,4 +18,8 +16,1 +19,0 +38,4 |

Смешанная эстафета
| Соревнование       | Спортсмены                                                     | Стрельба               | Время             | Место | Отставание  |
| ------------------ | -------------------------------------------------------------- | ---------------------- | ----------------- | ----- | ----------- |
| смешанная эстафета | Паулина Фиалкова Анастасия Кузьмина Матей Казар Мартин Отченаш | 5+10 4+3 1+3 0+3 0+1 — | LAP 21:33,9 LAP — | 20 —  | — +5:49,8 — |

### Коньковые виды спорта

#### Фигурное катание
Большинство олимпийских лицензий на Игры 2018 года были распределены по результатам выступления спортсменов в рамках чемпионата мира 2017 года. По его итогам сборная Словакии смогла завоевать одну лицензию в женском одиночном катании. Её принесла Николь Райичова, ставшая по итогам чемпионата 17-й. Для получения недостающих олимпийских квот необходимо было успешно выступить на турнире Nebelhorn Trophy, где нужно было попасть в число 4-6 сильнейших в зависимости от дисциплины. По итогам трёх дней соревнований словацким спортсменам не удалось завоевать хотя бы одну лицензию, однако после отказа Олимпийского комитета Дании Словакия получила дополнительную квоту в танцах на льду.
| Соревнование              | Спортсмены                     | Короткая программа | Короткая программа | Произвольная программа | Произвольная программа | Всего        | Всего |
| Соревнование              | Спортсмены                     | Сумма баллов       | Место              | Сумма баллов           | Место                  | Сумма баллов | Место |
| ------------------------- | ------------------------------ | ------------------ | ------------------ | ---------------------- | ---------------------- | ------------ | ----- |
| женское одиночное катание | Николь Райичова                | 60,59              | 13 Q               | 114,60                 | 15                     | 175,19       | 14    |
| танцы на льду             | Луция Мысливечкова Лукаш Цолли | 59,75              | 19 Q               | 82,82                  | 20                     | 142,57       | 20    |

### Лыжные виды спорта

#### Горнолыжный спорт
Квалификация спортсменов для участия в Олимпийских играх осуществлялась на основании специального квалификационного рейтинга FIS по состоянию на 21 января 2018 года. При этом НОК для участия в Олимпийских играх мог выбрать только того спортсмена, который вошёл в топ-500 олимпийского рейтинга в своей дисциплине, и при этом имел определённое количество очков, согласно квалификационной таблице. Страны, не имеющие участников в числе 500 сильнейших спортсменов, могли претендовать только на квоты категории B в технических дисциплинах. По итогам квалификационного отбора сборная Словакии завоевала 5 олимпийских лицензий.
Мужчины
| Соревнование      | Спортсмены    | Скоростной спуск/ 1 спуск | Скоростной спуск/ 1 спуск | Слалом/ 2 спуск | Слалом/ 2 спуск | Всего   | Место | Отставание |
| Соревнование      | Спортсмены    | Время                     | Место                     | Время           | Место           | Всего   | Место | Отставание |
| ----------------- | ------------- | ------------------------- | ------------------------- | --------------- | --------------- | ------- | ----- | ---------- |
| супергигант       | Андреас Жампа | не проводится             | не проводится             | не проводится   | не проводится   | 1:28,89 | 39    | +4,45      |
| комбинация        | Адам Жампа    | 1:23,02                   | 51                        | 48,08           | 9               | 2:11,10 | 22    | +4,58      |
| комбинация        | Матей Фалат   | 1:23,21                   | 53                        | DNF             | DNF             | DNF     | —     | —          |
| слалом            | Адам Жампа    | 49,91                     | 24                        | 52,36           | 26              | 1:42,27 | 24    | +3,28      |
| слалом            | Андреас Жампа | 54,15                     | 39                        | 59,43           | 36              | 1:53,58 | 35    | +14,59     |
| слалом            | Матей Фалат   | 51,86                     | 32                        | DNF             | DNF             | DNF     | —     | —          |
| гигантский слалом | Адам Жампа    | 1:11,40                   | 26                        | 1:10,46         | 13              | 2:21,86 | 25    | +3,82      |
| гигантский слалом | Матей Фалат   | 1:14,99                   | 49                        | 1:19,79         | 61              | 2:34,78 | 50    | +16,74     |
| гигантский слалом | Андреас Жампа | 1:10,61                   | 18                        | DNF             | DNF             | DNF     | —     | —          |

Женщины
| Соревнование      | Спортсмены              | Скоростной спуск/ 1 спуск | Скоростной спуск/ 1 спуск | Слалом/ 2 спуск | Слалом/ 2 спуск | Всего   | Место | Отставание |
| Соревнование      | Спортсмены              | Время                     | Место                     | Время           | Место           | Всего   | Место | Отставание |
| ----------------- | ----------------------- | ------------------------- | ------------------------- | --------------- | --------------- | ------- | ----- | ---------- |
| скоростной спуск  | Барбара Канторова       | не проводится             | не проводится             | не проводится   | не проводится   | 1:45,99 | 29    | +6,77      |
| скоростной спуск  | Петра Вльгова           | не проводится             | не проводится             | не проводится   | не проводится   | DNF     | DNF   | DNF        |
| супергигант       | Петра Вльгова           | не проводится             | не проводится             | не проводится   | не проводится   | 1:24,26 | 32    | +3,15      |
| супергигант       | Барбара Канторова       | не проводится             | не проводится             | не проводится   | не проводится   | 1:25,30 | 35    | +4,19      |
| комбинация        | Петра Вльгова           | 1:42,58                   | 13                        | 40,41           | 2               | 2:22,99 | 5     | +2,09      |
| комбинация        | Барбара Канторова       | 1:45,58                   | 21                        | 44,36           | 18              | 2:29,94 | 18    | +9,04      |
| слалом            | Петра Вльгова           | 51,12                     | 12                        | 50,46           | 14              | 1:41,58 | 13    | +2,95      |
| слалом            | Вероника Велес-Зузулова | 51,46                     | 21                        | 50,61           | 16              | 1:42,07 | 17    | +3,44      |
| слалом            | Барбара Канторова       | 54,62                     | 40                        | 53,81           | 34              | 1:48,43 | 34    | +9,80      |
| слалом            | Соня Моравчикова        | DNF                       | DNF                       | —               | —               | —       | —     | —          |
| гигантский слалом | Петра Вльгова           | 1:11,71                   | 12                        | 1:10,42         | 21              | 2:22,13 | 13    | +2,11      |
| гигантский слалом | Соня Моравчикова        | 1:17,88                   | 43                        | 1:14,11         | 34              | 2:31,99 | 37    | +11,97     |
| гигантский слалом | Барбара Канторова       | 1:17,74                   | 42                        | 1:15,20         | 41              | 2:32,94 | 41    | +12,92     |

Командные соревнования
Командные соревнования в горнолыжном спорте дебютируют в программе Олимпийских игр. Состав сборной состоит из 4 спортсменов (2 мужчин и 2 женщин). Командные соревнования проводятся как параллельные соревнования с использованием ворот и флагов гигантского слалома. Победитель каждого индивидуального тура приносит 1 очко своей команде. При равном счёте каждая команда получает по одному очку. Если равный счёт имеет место в конце тура (2:2), команда с лучшим суммарным временем лучшей женщины и лучшего мужчины (или вторыми лучшими, если первые имеют равное время) выигрывает тур.
| Соревнование           | Спортсмены                                                     | 1/8 финала                         | 1/4 финала            | Полуфинал             | Финал                 | Место |
| Соревнование           | Спортсмены                                                     | Соперник / Результат               | Соперник / Результат  | Соперник / Результат  | Соперник / Результат  | Место |
| ---------------------- | -------------------------------------------------------------- | ---------------------------------- | --------------------- | --------------------- | --------------------- | ----- |
| командные соревнования | Петра Вльгова Адам Жампа Вероника Велес-Зузулова Андреас Жампа | Германия (7) · П 2:2 (41,69:40,98) | завершили выступление | завершили выступление | завершили выступление | 9     |

#### Лыжные гонки
Квалификация спортсменов для участия в Олимпийских играх осуществлялась на основании специального квалификационного рейтинга FIS по состоянию на 21 января 2018 года. Для получения олимпийской лицензии категории «A» спортсменам необходимо было набрать максимум 100 очков в дистанционном рейтинге FIS. При этом каждый НОК может заявить на Игры 1 мужчину и 1 женщины, если они выполнили квалификационный критерий «B», по которому они смогут принять участие в спринте и гонках на 10 км для женщин или 15 км для мужчин. По итогам квалификационного отбора сборная Словакии завоевала 3 олимпийские лицензии категории «A» и ещё одну категории «B».
Мужчины
Дистанционные гонки
| Соревнование              | Спортсмены     | Результат | Место | Отставание |
| ------------------------- | -------------- | --------- | ----- | ---------- |
| 15 км свободным стилем    | Петер Млинар   | 37:46,2   | 67    | +4:02,3    |
| 15 км свободным стилем    | Мирослав Шулек | 38:44,0   | 80    | +5:00,1    |
| 15 км свободным стилем    | Андрей Сегеч   | 39:13,4   | 87    | +5:29,5    |
| 50 км классическим стилем | Петер Млинар   | 2:26:14,7 | 51    | +17:52,6   |
| 50 км классическим стилем | Андрей Сегеч   | 2:27:44,3 | 53    | +19:22,2   |
| 50 км классическим стилем | Мирослав Шулек | DNF       | DNF   | DNF        |

Спринт
| Соревнование     | Спортсмены                | Квалификация  | Квалификация  | Четвертьфинал        | Четвертьфинал        | Четвертьфинал        | Полуфинал            | Полуфинал            | Полуфинал            | Финал                 | Финал                 | Итоговое место |
| Соревнование     | Спортсмены                | Результат     | Место         | Заезд                | Результат            | Место                | Заезд                | Результат            | Место                | Результат             | Место                 | Итоговое место |
| ---------------- | ------------------------- | ------------- | ------------- | -------------------- | -------------------- | -------------------- | -------------------- | -------------------- | -------------------- | --------------------- | --------------------- | -------------- |
| спринт           | Петер Млинар              | 3:16,82       | 25 Q          | 4                    | 3:15,77              | 5                    | завершил выступление | завершил выступление | завершил выступление | завершил выступление  | завершил выступление  | 23             |
| спринт           | Андрей Сегеч              | 3:24,84       | 56            | завершил выступление | завершил выступление | завершил выступление | завершил выступление | завершил выступление | завершил выступление | завершил выступление  | завершил выступление  | 56             |
| спринт           | Мирослав Шулек            | 3:28,74       | 61            | завершил выступление | завершил выступление | завершил выступление | завершил выступление | завершил выступление | завершил выступление | завершил выступление  | завершил выступление  | 61             |
| командный спринт | Петер Млинар Андрей Сегеч | не проводится | не проводится | не проводится        | не проводится        | не проводится        | 1                    | 17:34,12             | 11                   | завершили выступление | завершили выступление | 22             |

Женщины
Дистанционные гонки
| Соревнование              | Спортсмены       | Результат | Место | Отставание |
| ------------------------- | ---------------- | --------- | ----- | ---------- |
| 10 км свободным стилем    | Алена Прохазкова | 28:59,5   | 58    | +3:59,0    |
| 30 км классическим стилем | Алена Прохазкова | 1:36:50,0 | 36    | +14:32,4   |

Спринт
| Соревнование     | Спортсмены                          | Квалификация  | Квалификация  | Четвертьфинал         | Четвертьфинал         | Четвертьфинал         | Полуфинал             | Полуфинал             | Полуфинал             | Финал                 | Финал                 | Итоговое место |
| Соревнование     | Спортсмены                          | Результат     | Место         | Заезд                 | Результат             | Место                 | Заезд                 | Результат             | Место                 | Результат             | Место                 | Итоговое место |
| ---------------- | ----------------------------------- | ------------- | ------------- | --------------------- | --------------------- | --------------------- | --------------------- | --------------------- | --------------------- | --------------------- | --------------------- | -------------- |
| спринт           | Алена Прохазкова                    | 3:24,61       | 31            | завершила выступление | завершила выступление | завершила выступление | завершила выступление | завершила выступление | завершила выступление | завершила выступление | завершила выступление | 31             |
| спринт           | Барбора Клементова                  | 3:38,00       | 53            | завершила выступление | завершила выступление | завершила выступление | завершила выступление | завершила выступление | завершила выступление | завершила выступление | завершила выступление | 53             |
| командный спринт | Алена Прохазкова Барбора Клементова | не проводится | не проводится | не проводится         | не проводится         | не проводится         | 1                     | 17:52,14              | 9                     | завершили выступление | завершили выступление | 18             |

#### Сноуборд
По сравнению с прошлыми Играми в программе соревнований произошёл ряд изменений. Вместо параллельного слалома были добавлены соревнования в биг-эйре. Во всех дисциплинах, за исключением мужского сноуборд-кросса, изменилось количество участников соревнований, был отменён полуфинальный раунд, а также в финалах фристайла спортсмены стали выполнять по три попытки. Квалификация спортсменов для участия в Олимпийских играх осуществлялась на основании специального квалификационного рейтинга FIS по состоянию на 21 января 2018 года. Для каждой дисциплины были установлены определённые условия, выполнив которые спортсмены могли претендовать на попадание в состав сборной для участия в Олимпийских играх. По итогам квалификационного отбора сборная Словакии усилиями Клаудии Медловой завоевала олимпийскую лицензию в женском слоупстайле/биг-эйре.
Женщины
Фристайл
| Соревнование | Спортсмены      | Квалификация | Квалификация | Квалификация | Квалификация | Финал                 | Финал                 | Финал                 | Финал                 | Итоговое место |
| Соревнование | Спортсмены      | Заезд        | 1 спуск      | 2 спуск      | Место        | 1 спуск               | 2 спуск               | 3 спуск               | Место                 | Итоговое место |
| ------------ | --------------- | ------------ | ------------ | ------------ | ------------ | --------------------- | --------------------- | --------------------- | --------------------- | -------------- |
| слоупстайл   | Клаудия Медлова | отменена     | отменена     | отменена     | отменена     | 26,16                 | 34,00                 | отменён               | 24                    | 24             |
| биг-эйр      | Клаудия Медлова | 1            | 30,75        | 50,50        | 23           | завершила выступление | завершила выступление | завершила выступление | завершила выступление | 23             |

### Санный спорт
Квалификация спортсменов для участия в Олимпийских играх осуществлялась на основании рейтинга Кубка мира FIL по состоянию на 1 января 2018 года. По его результатам сборная Словакии смогла завоевать две лицензии в мужских одиночках и одну в двойках. Ещё одну дополнительную лицензию Словакия получила для участия в смешанной эстафете. Её обладательницей стала Катарина Шимонакова.
Мужчины
| Соревнование | Спортсмены                     | 1 заезд   | 1 заезд | 2 заезд   | 2 заезд | 3 заезд       | 3 заезд       | 4 заезд              | 4 заезд              | Итоговый результат | Итоговое место | Отставание |
| Соревнование | Спортсмены                     | Результат | Место   | Результат | Место   | Результат     | Место         | Результат            | Место                | Итоговый результат | Итоговое место | Отставание |
| ------------ | ------------------------------ | --------- | ------- | --------- | ------- | ------------- | ------------- | -------------------- | -------------------- | ------------------ | -------------- | ---------- |
| одиночки     | Йозеф Нинис                    | 47,833    | 7       | 50,014    | 37      | 48,095        | 21            | завершил выступление | завершил выступление | 2:25,942           | 25             | —          |
| одиночки     | Якуб Шимоняк                   | 51,724    | 38      | 48,690    | 30      | 48,522        | 27            | завершил выступление | завершил выступление | 2:28,936           | 35             | —          |
| двойки       | Марек Солчанский Карол Стухлак | 46,780    | 15      | 46,811    | 17      | Не проводится | Не проводится | Не проводится        | Не проводится        | 1:33,591           | 17             | +1,894     |

Женщины
| Соревнование | Спортсмены          | 1 заезд   | 1 заезд | 2 заезд   | 2 заезд | 3 заезд   | 3 заезд | 4 заезд               | 4 заезд               | Итоговый результат | Итоговое место | Отставание |
| Соревнование | Спортсмены          | Результат | Место   | Результат | Место   | Результат | Место   | Результат             | Место                 | Итоговый результат | Итоговое место | Отставание |
| ------------ | ------------------- | --------- | ------- | --------- | ------- | --------- | ------- | --------------------- | --------------------- | ------------------ | -------------- | ---------- |
| одиночки     | Катарина Шимонакова | 47,428    | 24      | 47,606    | 25      | 47,538    | 23      | завершила выступление | завершила выступление | 2:22,572           | 23             | —          |

Смешанные команды
| Соревнование | Спортсмены                                                       | Женщины   | Женщины | Мужчины   | Мужчины | Двойки    | Двойки | Итоговый результат | Итоговое место | Отставание |
| Соревнование | Спортсмены                                                       | Результат | Место   | Результат | Место   | Результат | Место  | Итоговый результат | Итоговое место | Отставание |
| ------------ | ---------------------------------------------------------------- | --------- | ------- | --------- | ------- | --------- | ------ | ------------------ | -------------- | ---------- |
| эстафета     | Катарина Шимонакова Йозеф Нинис Марек Солчанский / Карол Стухлак | 48,032    | 11      | 49,326    | 11      | 49,635    | 10     | 2:26,993           | 11             | +2,476     |

### Хоккей

#### Мужчины
Первые 8 сборных в рейтинге IIHF после чемпионата мира 2015 года автоматически квалифицировались для участия в мужском олимпийском турнире. Сборная Словакии заняла в этом рейтинге 8-е место, в результате чего получила право выступить на Олимпийских играх. По принципу жеребьёвки «змейкой», практикуемой IIHF словацкая сборная попала в группу B и получила в соперники Россию, США, а также Словению, победившую в финальном квалификационном турнире. 17 января был объявлен состав сборной Словакии для участия в Олимпийских играх.
Состав
| Номер | Имя              | Хват  | Рост, см | Вес, кг | Дата рождения | Клуб      | Игры | ПШ | КН   | %ОБ   |
| ----- | ---------------- | ----- | -------- | ------- | ------------- | --------- | ---- | -- | ---- | ----- |
| 33    | Патрик Рыбар     | Левый | 190      | 83      | 09.11.1993    | Маунтфилд | 0    | 0  | 0,00 | 0,00  |
| 42    | Бранислав Конрад | Левый | 188      | 90      | 10.10.1987    | Оломоуц   | 2    | 5  | 2,40 | 90,38 |
| 50    | Ян Лацо          | Левый | 185      | 95      | 01.12.1981    | Спарта    | 2    | 7  | 3,52 | 89,06 |

| Номер | Имя             | Позиция    | Хват   | Рост, см | Вес, кг | Дата рождения | Клуб              | Игры | Шайбы | Передачи |
| ----- | --------------- | ---------- | ------ | -------- | ------- | ------------- | ----------------- | ---- | ----- | -------- |
| 6     | Лукаш Цингель   | Нападающий | Левый  | 187      | 91      | 10.06.1992    | Маунтфилд         | 4    | 0     | 0        |
| 7     | Иван Баранка    | Защитник   | Левый  | 188      | 91      | 19.05.1985    | Витковице         | 4    | 0     | 0        |
| 13    | Михал Криштоф   | Нападающий | Левый  | 176      | 74      | 11.10.1993    | Нитра             | 4    | 0     | 0        |
| 14    | Петер Черешняк  | Защитник   | Правый | 191      | 97      | 26.01.1993    | Шкода             | 4    | 2     | 2        |
| 16    | Юрай Валах      | Защитник   | Правый | 202      | 101     | 01.02.1989    | Пираты            | 3    | 0     | 0        |
| 17    | Милош Бубела    | Нападающий | Правый | 188      | 88      | 25.08.1992    | Банска-Бистрица   | 4    | 1     | 0        |
| 18    | Андрей Кудрна   | Нападающий | Левый  | 189      | 97      | 11.05.1991    | Спарта            | 4    | 1     | 0        |
| 19    | Томаш Староста  | Защитник   | Левый  | 181      | 91      | 20.05.1981    | Дукла             | 4    | 0     | 0        |
| 25    | Марек Говорка   | Нападающий | Правый | 178      | 84      | 08.10.1984    | Кошице            | 4    | 0     | 0        |
| 26    | Юрай Микуш      | Защитник   | Левый  | 194      | 97      | 30.11.1988    | Спарта            | 1    | 0     | 0        |
| 27    | Ладислав Надь   | Нападающий | Левый  | 179      | 86      | 01.06.1979    | Кошице            | 4    | 0     | 1        |
| 43    | Томаш Суровы    | Нападающий | Левый  | 184      | 96      | 24.09.1981    | Банска-Бистрица   | 4    | 0     | 1        |
| 51    | Доминик Граняк  | Защитник   | Левый  | 182      | 83      | 11.06.1983    | Маунтфилд         | 4    | 0     | 4        |
| 56    | Михал Чайковски | Защитник   | Левый  | 192      | 107     | 06.05.1992    | Автомобилист      | 4    | 0     | 1        |
| 63    | Патрик Лампер   | Нападающий | Левый  | 184      | 86      | 10.03.1993    | Банска-Бистрица   | 4    | 0     | 0        |
| 65    | Томаш Марцинко  | Нападающий | Правый | 194      | 96      | 11.04.1988    | Оцеларжи          | 4    | 0     | 0        |
| 67    | Матей Паулович  | Нападающий | Правый | 190      | 90      | 13.01.1995    | Нитра             | 3    | 0     | 0        |
| 71    | Марек Дялога    | Защитник   | Левый  | 193      | 88      | 10.03.1989    | Спарта            | 4    | 0     | 0        |
| 83    | Мартин Бакош    | Нападающий | Правый | 188      | 93      | 18.04.1990    | Били Тигржи       | 4    | 1     | 1        |
| 85    | Петер Олвецки   | Нападающий | Левый  | 188      | 94      | 11.10.1985    | Дукла             | 4    | 1     | 0        |
| 87    | Марцель Гашчак  | Нападающий | Правый | 182      | 95      | 03.02.1987    | Комета            | 4    | 1     | 1        |
| 91    | Матуш Сукель    | Нападающий | Левый  | 176      | 77      | 23.01.1996    | Липтовски Микулаш | 1    | 0     | 0        |

| Должность            | Имя            | Гражданство | Дата рождения |
| -------------------- | -------------- | ----------- | ------------- |
| Главный тренер       | Крейг Рэмзи    | Канада      | 17.03.1951    |
| Ассистент тренера    | Владимир Орсаг | Словакия    | 24.05.1977    |
| Тренер вратарей      | Ян Лашак       | Словакия    | 10.04.1979    |
| Генеральный менеджер | Мирослав Шатан | Словакия    | 22.10.1974    |

Предварительный раунд
Группа B
|  | Команды, выходящие в четвертьфинал         |
|  | Команды, выходящие в квалификацию плей-офф |

| М | Сборная  | И | В | ВО | ПО | П | ШЗ | ШП | РШ | О |
| - | -------- | - | - | -- | -- | - | -- | -- | -- | - |
| 1 | ОСР      | 3 | 2 | 0  | 0  | 1 | 14 | 5  | 9  | 6 |
| 2 | Словения | 3 | 0 | 2  | 0  | 1 | 8  | 12 | -4 | 4 |
| 3 | США      | 3 | 1 | 0  | 1  | 1 | 4  | 8  | -4 | 4 |
| 4 | Словакия | 3 | 1 | 0  | 1  | 0 | 6  | 7  | -1 | 4 |

Время местное (UTC+9).
| 2018-02-14 21:10 | Словакия | 3 : 2 (2:2, 0:0, 1:0) | Олимпийские спортсмены из России | Хоккейный центр Каннын Зрителей: 4025 |

| Отчёт | Отчёт                          | Отчёт                                                                                 | Отчёт                                      | Отчёт                                                                             |
| --- | ------------------------------ | ------------------------------------------------------------------------------------- | ------------------------------------------ | --------------------------------------------------------------------------------- |
| |                                |                                                                                       |                                            |                                                                                   |
| | Бранислав Конрад — 00:00-60:00 | Вратари                                                                               | 00:00-58:49 — Василий Кошечкин 59:00-59:06 | Судьи: Бретт Айверсон Алекси Рантала Линейные судьи: Вит Ледерер Натан ван Оостен |
| | Голы:                          |                                                                                       |                                            | Судьи: Бретт Айверсон Алекси Рантала Линейные судьи: Вит Ледерер Натан ван Оостен |
| Петер Олвецки — 16:05 (Д. Граняк) Мартин Бакош — 17:55 Петер Черешняк (бол.) — 48:30 (М. Гашчак, М. Бакош) | 0:1 0:2 1:2 2:2 3:2            | 02:54 — Владислав Гавриков (В. Войнов, С. Широков) 04:08 — Кирилл Капризов (Н. Гусев) |                                            | Судьи: Бретт Айверсон Алекси Рантала Линейные судьи: Вит Ледерер Натан ван Оостен |
| |                                |                                                                                       |                                            | Судьи: Бретт Айверсон Алекси Рантала Линейные судьи: Вит Ледерер Натан ван Оостен |
| |                                |                                                                                       |                                            | Судьи: Бретт Айверсон Алекси Рантала Линейные судьи: Вит Ледерер Натан ван Оостен |
| |                                |                                                                                       |                                            | Судьи: Бретт Айверсон Алекси Рантала Линейные судьи: Вит Ледерер Натан ван Оостен |
| 12 мин | Штраф                          | 10 мин                                                                                |                                            | Судьи: Бретт Айверсон Алекси Рантала Линейные судьи: Вит Ледерер Натан ван Оостен |
| |                                |                                                                                       |                                            |                                                                                   |
| | 19                             | Броски                                                                                | 22                                         |                                                                                   |

| 2018-02-16 12:10 | США | 2 : 1 (1:1, 0:0, 1:0) | Словакия | Хоккейный центр Каннын Зрителей: 5652 |

| Отчёт                                                                                               | Отчёт                         | Отчёт                                           | Отчёт                 | Отчёт                                                                           |
| --------------------------------------------------------------------------------------------------- | ----------------------------- | ----------------------------------------------- | --------------------- | ------------------------------------------------------------------------------- |
| |                               |                                                 |                       |                                                                                 |
| | Райан Запольски — 00:00-60:00 | Вратари                                         | 00:00-59:22 — Ян Лацо | Судьи: Оливье Гуен Тобиас Верли Линейные судьи: Николас Флури Александр Отмахов |
| | Голы:                         |                                                 |                       | Судьи: Оливье Гуен Тобиас Верли Линейные судьи: Николас Флури Александр Отмахов |
| Райан Донато (бол.) — 07:10 (Т. Терри, К. Бурк) Райан Донато (бол.) — 42:51 (М. Аркобелло, К. Бурк) | 1:0 1:1 2:1                   | 07:35 — Андрей Кудрна (Т. Суровы, М. Чайковски) |                       | Судьи: Оливье Гуен Тобиас Верли Линейные судьи: Николас Флури Александр Отмахов |
| |                               |                                                 |                       | Судьи: Оливье Гуен Тобиас Верли Линейные судьи: Николас Флури Александр Отмахов |
| |                               |                                                 |                       | Судьи: Оливье Гуен Тобиас Верли Линейные судьи: Николас Флури Александр Отмахов |
| |                               |                                                 |                       | Судьи: Оливье Гуен Тобиас Верли Линейные судьи: Николас Флури Александр Отмахов |
| 4 мин                                                                                               | Штраф                         | 10 мин                                          |                       | Судьи: Оливье Гуен Тобиас Верли Линейные судьи: Николас Флури Александр Отмахов |
| |                               |                                                 |                       |                                                                                 |
| | 31                            | Броски                                          | 22                    |                                                                                 |

| 2018-02-17 21:10 | Словения | 3 : 2 (Б) (0:0, 2:1, 0:1, 0:0, 1:0) | Словакия | Квандон Хоккей Центр Зрителей: 4085 |

| Отчёт | Отчёт                        | Отчёт                                                                                               | Отчёт                          | Отчёт                                                                              |
| --- | ---------------------------- | --------------------------------------------------------------------------------------------------- | ------------------------------ | ---------------------------------------------------------------------------------- |
| |                              | |                                |                                                                                    |
| | Гашпер Крошель — 00:00-65:00 | Вратари                                                                                             | 00:00-65:00 — Бранислав Конрад | Судьи: Антонин Ержабек Тимоти Майер Линейные судьи: Ханну Сормунен Сакари Суоминен |
| | Голы:                        | |                                | Судьи: Антонин Ержабек Тимоти Майер Линейные судьи: Ханну Сормунен Сакари Суоминен |
| Блаж Грегорц (бол.) — 21:00 (Я. Муршак, А. Куралт) Анже Куралт (бол.) — 24:16 (Я. Муршак, Б. Грегорц) Жига Еглич (поб. бул.) — 65:00 | 1:0 2:0 2:1 2:2 3:2          | 35:43 — Милош Бубела (бол.) (П. Черешняк, Д. Граняк) 45:56 — Марцел Гашчак (Д. Граняк, П. Черешняк) |                                | Судьи: Антонин Ержабек Тимоти Майер Линейные судьи: Ханну Сормунен Сакари Суоминен |
| |                              | |                                | Судьи: Антонин Ержабек Тимоти Майер Линейные судьи: Ханну Сормунен Сакари Суоминен |
| |                              | |                                | Судьи: Антонин Ержабек Тимоти Майер Линейные судьи: Ханну Сормунен Сакари Суоминен |
| |                              | |                                | Судьи: Антонин Ержабек Тимоти Майер Линейные судьи: Ханну Сормунен Сакари Суоминен |
| 4 мин | Штраф                        | 8 мин                                                                                               |                                | Судьи: Антонин Ержабек Тимоти Майер Линейные судьи: Ханну Сормунен Сакари Суоминен |
| |                              | |                                |                                                                                    |
| | 30                           | Броски                                                                                              | 25                             |                                                                                    |

Квалификация плей-офф
| 2018-02-20 12:10 | США | 5 : 1 (0:0, 3:1, 2:0) | Словакия | Хоккейный центр Каннын Зрителей: 6391 |

| Отчёт | Отчёт                         | Отчёт                                              | Отчёт                 | Отчёт                                                                              |
| --- | ----------------------------- | -------------------------------------------------- | --------------------- | ---------------------------------------------------------------------------------- |
| |                               |                                                    |                       |                                                                                    |
| | Райан Запольски — 00:00-60:00 | Вратари                                            | 00:00-60:00 — Ян Лацо | Судьи: Алекси Рантала Ансси Салонен Линейные судьи: Хенрик Пихллад Сакари Суоминен |
| | Голы:                         |                                                    |                       | Судьи: Алекси Рантала Ансси Салонен Линейные судьи: Хенрик Пихллад Сакари Суоминен |
| Райан Донато — 21:36 (М. Гилрой, Т. Терри) Джеймс Висниевски (бол.) — 22:20 (Т. Терри) Марк Аркобелло — 33:30 (Т. Терри) Гарретт Ро — 49:52 (Б. Литтл, Б. О’Нилл) Райан Донато (бол.) — 56:46 (Д. Висниевски) | 1:0 2:0 3:0 3:1 4:1 5:1       | Петер Черешняк (бол.) — 36:54 (Д. Граняк, Л. Надь) |                       | Судьи: Алекси Рантала Ансси Салонен Линейные судьи: Хенрик Пихллад Сакари Суоминен |
| |                               |                                                    |                       | Судьи: Алекси Рантала Ансси Салонен Линейные судьи: Хенрик Пихллад Сакари Суоминен |
| |                               |                                                    |                       | Судьи: Алекси Рантала Ансси Салонен Линейные судьи: Хенрик Пихллад Сакари Суоминен |
| |                               |                                                    |                       | Судьи: Алекси Рантала Ансси Салонен Линейные судьи: Хенрик Пихллад Сакари Суоминен |
| 8 мин | Штраф                         | 33 мин                                             |                       | Судьи: Алекси Рантала Ансси Салонен Линейные судьи: Хенрик Пихллад Сакари Суоминен |
| |                               |                                                    |                       |                                                                                    |
| | 33                            | Броски                                             | 23                    |                                                                                    |

Итог: мужская сборная Словакии по хоккею с шайбой по результатам олимпийского турнира заняла 11-е место